# Giambattista Palma
Giambattista Palma (falecido em 1594) foi um prelado católico romano que serviu como bispo de Massa Lubrense (1560–1577).

## Biografia
Em 1581, Giambattista Palma foi nomeado durante o papado de Gregório XIII como Bispo de Massa Lubrense, onde serviu como bispo até à sua morte em 1594.